# Ipala (Guatemala)
Ipala è un comune del Guatemala facente parte del dipartimento di Chiquimula. È situata a nord dell'omonimo lago.